# Équipe cycliste Decathlon AG2R La Mondiale Development
L'équipe cycliste Decathlon AG2R La Mondiale Development (connue jusqu'en 2020 sous le nom de Chambéry Cyclisme Formation, raccourci en Chambéry CF), est une équipe continentale française basée à La Motte-Servolex, dans la région Rhône-Alpes (France). Elle est l'équipe réserve de la formation World Tour Decathlon AG2R La Mondiale.

## Histoire de l'équipe
Chambéry Cyclisme Formation (Chambéry CF) est un club de cyclisme créé en 2001 et évoluant en Division Nationale 1 (DN1) depuis 2004. Il participe avec constance et régularité au circuit coupe du monde espoirs (classe 2 U23). Le centre de formation est actuellement unique en France, il est considéré comme structure pilote par la Fédération française de cyclisme, il prépare, en plus de la formation sportive du futur coureur cycliste professionnel, une formation scolaire et à la reconversion. Il est la réserve de l'équipe AG2R La Mondiale. Les coureurs cyclistes suivants en sont issus : Romain Bardet, Julien Bérard, Guillaume Bonnafond, Maxime Bouet et Steve Houanard entre autres.
La formation change de nom en 2021 pour renforcer le lien avec l'équipe World Tour et devient AG2R Citroën U23 Team. En 2024, le sponsor Decathlon remplace celui de Citroën. L'équipe ainsi accède au niveau continental (troisième division du cyclisme mondial) et prend le nom de Decathlon AG2R La Mondiale Development Team. Après la première saison en tant qu'équipe de développement, sept des dix coureurs ont reçu un contrat avec une UCI WorldTeam ou une UCI ProTeam pour la saison 2025.

## Principales victoires

### Courses d'un jour
- Tour des Flandres espoirs : 2007 (Alexandr Pliuschin)
- Trophée de la ville de San Vendemiano : 2021 (Paul Lapeira)
- Tour de Lombardie amateurs : 2021 (Paul Lapeira)
- Ruota d'Oro : 2022 (Jordan Labrosse)
- Grand Prix Herning : 2024 (Rasmus Søjberg)
- Paris-Tours espoirs : 2024 (Antoine L'Hote)

### Courses par étapes
- Ronde de l'Isard : 2008 (Guillaume Bonnafond)
- Tour des Pays de Savoie : 2009 (Ben Gastauer)
- Tour du Frioul-Vénétie julienne : 2019 (Clément Champoussin)
- Tour d'Eure-et-Loir : 2024 (Antoine L'Hote)

### Championnats nationaux
- Championnats du Danemark sur route : 1
  - Course en ligne : 2024 (Rasmus Søjberg)
- Championnats de France sur route : 1
  - Course en ligne espoirs : 2024 (Noa Isidore)
- Championnats du Luxembourg sur route : 2
  - Course en ligne espoirs : 2016 (Kevin Geniets)
  - Contre-la-montre espoirs : 2016 (Kevin Geniets)

## Decathlon AG2R La Mondiale Development Team en 2025
Effectif 
| Effectif 2025            | Effectif 2025     | Effectif 2025 | Effectif 2025                                |
| Cycliste                 | Date de naissance | Pays          | Équipe précédente                            |
| ------------------------ | ----------------- | ------------- | -------------------------------------------- |
| Ilian Alexandre Barhoumi | 14 mai 2005       | Suisse        | Development Team dsm-firmenich PostNL (2024) |
| Arthur Blaise            | 15 mars 2005      | France        | AG2R Citroën U19 Team (2023)                 |
| Louic Boussemaere        | 26 août 2006      | Belgique      | Decathlon AG2R La Mondiale U19 Team (2024)   |
| Louis Chaleil            | 21 février 2006   | France        | Decathlon AG2R La Mondiale U19 Team (2024)   |
| Marius Innhaug Dahl      | 19 mai 2006       | Norvège       | Decathlon AG2R La Mondiale U19 Team (2024)   |
| Matthew Greenwood        | 7 février 2003    | Australie     | Team BridgeLane (2024)                       |
| Kasper Haugland          | 27 mars 2005      | Norvège       | Lillehammer CK Continental Team (2024)       |
| Antoine L'Hote           | 27 mai 2005       | France        | AG2R Citroën U19 Team (2023)                 |
| Luis-Joe Lührs           | 20 janvier 2003   | Allemagne     | Red Bull-Bora-Hansgrohe (2024)               |
| Pelle Køster             | 25 avril 2003     | Danemark      | ColoQuick (2024)                             |
| Daniel Weis              | 17 juillet 2005   | Danemark      | CeramicSpeed Herning CK Junior (2023)        |
| Aubin Sparfel            | 3 mai 2006        | France        | Decathlon AG2R La Mondiale U19 Team (2024)   |
|                          |                   |               |                                              |
| Source : ProCyclingStats |                   |               |                                              |

Victoires 
| Victoires | Victoires | Victoires | Victoires | Victoires | Victoires |
| Date      | Course    | Pays      | Classe    | Vainqueur |           |
| --------- | --------- | --------- | --------- | --------- | --------- |

## Anciens coureurs
| - Alexandre Aulas - Romain Bardet - Julien Bérard - Guillaume Bonnafond - Maxime Bouet - Clément Champoussin - Clément Chevrier - Benoît Cosnefroy - Thomas Damuseau - Nico Denz - Silvan Dillier - Axel Domont - Matteo Draperi - Ben Gastauer - Kevin Geniets | - Steve Houanard - Morgan Kneisky - Victor Lafay - Pierre Latour - Aurélien Paret-Peintre - Nans Peters - Hugo Pigeon - Alexandr Pliuschin - Paul Moucheraud - Rémy Rochas - Jordan Sarrou - Nicolas Schnyder - Jean-Charles Sénac - Blaise Sonnery - Thomas Rostollan |